# Yumbel
Yumbel é uma comuna da província de Biobío, localizada na Região de Biobío, Chile. Possui uma área de 727,0 km² e uma população de 20.498 habitantes (2002).
A comuna limita-se: a norte com Florida e Quillón; a leste com Cabrero; a sul com Laja e San Rosendo; a oeste com Hualqui.